# Spring Mountains
Le Spring Mountains sono una catena montuosa del Nevada meridionale negli Stati Uniti d'America.

## Geografia

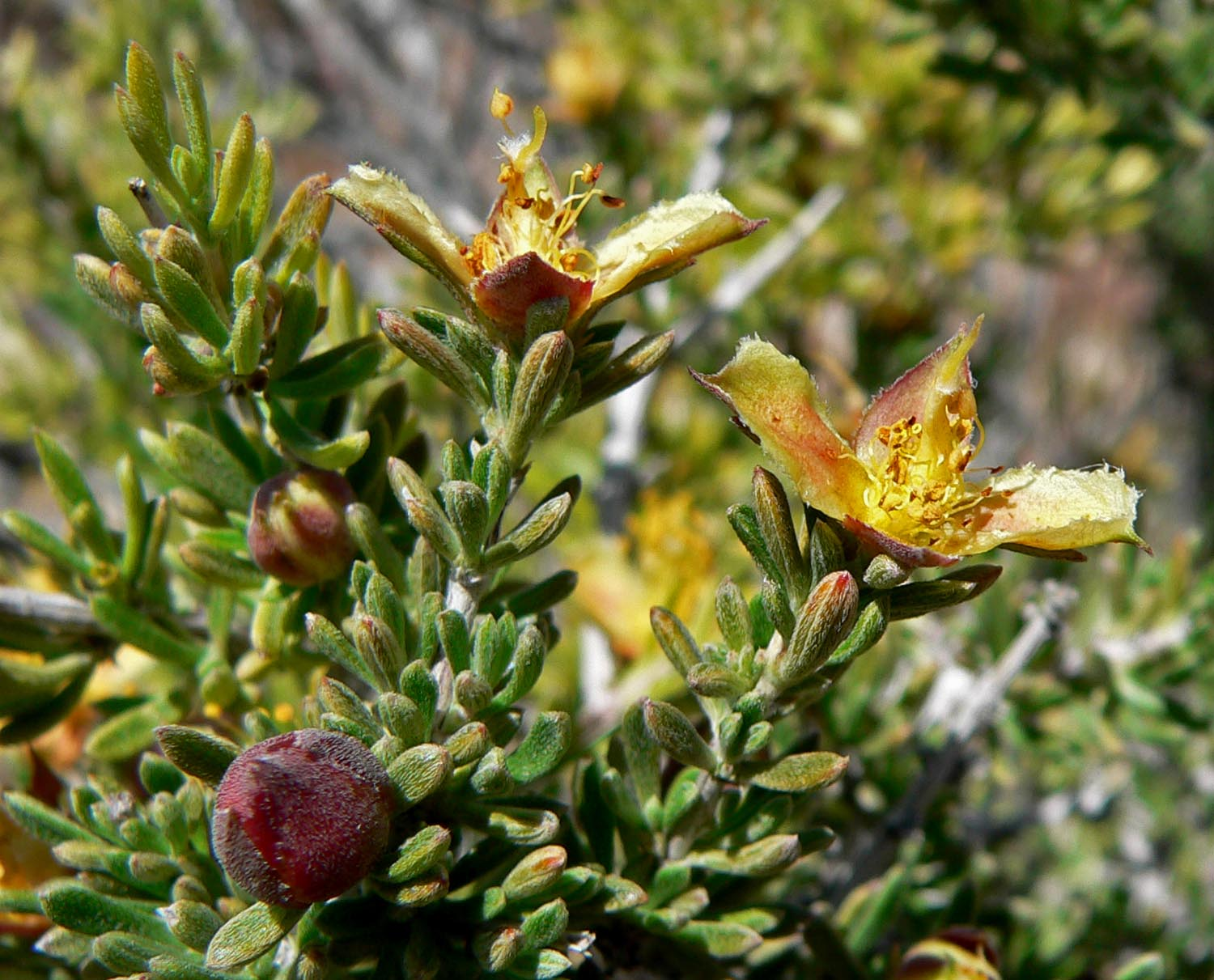
Coleogyne ramosissima

La catena, che è lunga circa 110 chilometri e larga circa 45, si trova ovest di Las Vegas e arriva a sud fino al confine con la California. Il territorio è circondato da ambienti desertici ed è di proprietà del Servizio forestale degli Stati Uniti e del Bureau of Land Management. Nelle Spring Mountains si trova il massimo picco dell'intero stato del Nevada, Charleston Peak, che raggiunge i 3633 metri di altitudine. Comprendono l'area di Mount Charleston, ricca di biodiversità.

### Clima
Il clima è secco o semiarido con precipitazioni scarse tranne che nelle parti più elevate a est con pioggia e neve abbastanza abbondati. Le cime sono innevate per circa sei mesi all'anno.

## Ecologia
La vegetazione nelle zone inferiori è tipica delle aree desertiche e semidesertica, dominata da Coleogyne ramosissima. Alzandosi di quota si trovano foreste a conifera con pino silvestre e più in alto pini e abeti.